# كيلي سومنر
كيلي سومنر (بالإنجليزية: Kelly Sumner)‏ هو شخصية أعمال بريطاني، ولد في 29 أبريل 1961.